# Líbánky (film, 2013)
Líbánky jsou český hraný film z roku 2013 režiséra Jana Hřebejka. Jedná se o psychologický thriller, jehož děj se odehraje během tří dnů a spustí jej nezvaný host, který se objeví na svatební hostině ústředního páru.
Film v roce 2013 v českých kinech vidělo 68 957 diváků.

## Výroba
Film se natáčel v srpnu a září 2012 převážně v Jihočeském kraji, hlavně v okolí Třeboně, např. v usedlosti poblíž Stříbřece a kolem ní by se měla odehrávat naprostá většina filmu. Poslední čtyři natáčecí dny štáb točil v Liberci v okolí kostela sv. Antonína scénu svatebního obřadu a scény v prodejně optiky. Natáčecích dní bylo plánováno 24.

## Obsazení
| Aňa Geislerová            | nevěsta Tereza |
| Stanislav Majer           | ženich Radim   |
| Jiří Černý                | nezvaný host   |
| Kristýna Nováková-Fuitová | Renata         |
| Juraj Nvota               | kněz           |

## Recenze
- František Fuka, FFFilm, 20. srpna 2013
- Na ČSKR jsou 2 kritiky. Celkové hodnocení: 57.5% -  - ke dni 20.8.2013